# Ульцинь (община)
Община Ульцинь (чорн. Општина Улцињ/Opština Ulcinj) — община/громада в Чорногорії. Адміністративний центр общини — місто Ульцинь, населення якого становить близько 10 828 (2003). Загалом, ця громада вважається албанським анклавом в країні.
Громада розташована в південній частині Чорногорії на морському узбережжі Адріатичного моря — є її східним рубежем та прикордонням з Албанією. За переписом населення проведеного в Чорногорії в 2003 році чисельність мешканців общини становила близько 20 290 чоловік, які мешкали на площі 255 км².

## Національний склад
Згідно з переписом населення країни, станом на 2003 рік:
| Етничні групи                   | Населення. | Процент  |
| ------------------------------- | ---------- | -------- |
| албанці                         | 14.638     | 72,14 %  |
| чорногорці                      | 2.421      | 11,93 %  |
| серби                           | 1.509      | 7,43 %   |
| мусульмани                      | 681        | 3,35 %   |
| боснійці                        | 297        | 1,46 %   |
| не визначилися з національністю | 186        | 0,91 %   |
| невідомі                        | 558        | 2,78 %   |
| Загалом                         | '20.290    | 100,00 % |

## Населені пункти общини/громади
| - Амбула (Ambula), - Біла Гора (Bijela Gora), - Бойке (Bojke), - Брайше (Brajše), - Братиця (Bratica), - Бріска Гора (Briska Gora), - Владимир (Vladimir), - Горішня Клезна (Gornja Klezna), - Горішній Штой (Gornji Štoj), - Джурке (Ćurke), | - Дарза (Darza), - Долішня Клезна (Donja Klezna), - Долішній Штой (Donji Štoj), - Драгінє (Draginje), - Зогань (Zoganj) - Каліман (Kaliman), - Кодре (Kodre), - Колонза (Kolonza), - Косічі (Kosići), - Краварі (Kravari), | - Круче (Kruče), - Крута (Kruta), - Круте (Krute), - Лесковац (Leskovac), - Лісний Бір (Lisna Bore), - Меджреч (Međreč), - Міде (Mide), - Можура (Možura), - Пістула (Pistula), | - Растіш (Rastiš), - Реч (Reč), - Сальч (Salč), - Светі Джордже (Sveti Đorđe), - Сукобін (Sukobin), - Сутєл (Sutjel), - Ульцинь (Ulcinj) - Фрасканьєл (Fraskanjel), - Шас (Šas), - Штодра (Štodra), |